# Грибініченко Володимир Кирилович
Грибініченко Володимир Кирилович (1939—1963) — сталевар з м. Макіївки (Донецька область), який рятуючи життя товаришів під час аварії, кинувся під струмінь розплавленого металу.
У м. Макіївка йому встановлено пам'ятник на площі, що носить його ім'я. Пам'ятник відкритий 16 липня 1972 року. Скульптор Сергій Гонтар.